# Plectrocnemia rostrata
Plectrocnemia rostrata là một loài Trichoptera hóa thạch trong họ Polycentropodidae.